# Acqualagna
Acqualagna är en kommun i provinsen Pesaro e Urbino, i regionen Marche i Italien. Kommunen hade 4 371 invånare (2018) och gränsar till kommunerna Cagli, Fermignano, Urbania och Urbino. Staden är en av Italiens centra för tryffel. Namnet Acqualagna minner om slaget vid Gualdo Tadino mellan östgoter och den bysantinska armén under gotiska kriget (535–554). Nära dagens Acqualagna låg vestinernas stad Pitinum Mergens som förstördes av Alarik I. Överlevarna byggde slottet Montefalcone kring vilket dagens Acqualagna växte.